# Bryant (Familienname)
Bryant ist ein Familienname und männlicher Vorname aus dem anglo-amerikanischen Sprachraum.

## Namensträger

### A
- Aidy Bryant (* 1987), US-amerikanische Schauspielerin
- Alan Bryant (* 1955), simbabwischer Bogenschütze
- Alfred Thomas Bryant (1865–1953), britischer Afrikanist und Ethnologe
- Anita Bryant (1940–2024), US-amerikanische Sängerin
- Arthur Bryant (1899–1985), britischer Historiker
- Ashley Bryant (* 1991), britischer Zehnkämpfer

### B
- Bart Bryant (1962–2022), US-amerikanischer Golfer
- Bear Bryant (1913–1983), amerikanischer College-Footballspieler und -trainer
- Betty Bryant (* 1929), US-amerikanische Jazzmusikerin
- Billy Bryant (Fußballspieler, 1899) (William Ingram Bryant; 1899–1986), englischer Fußballspieler
- Billy Bryant (Fußballspieler, 1913) (William Bryant; 1913–1975), englischer Fußballspieler
- Bobby Bryant (1934–1998), US-amerikanischer Jazz-Trompeter
- Boudleaux Bryant (1920–1987), US-amerikanischer Songwriter, siehe Felice und Boudleaux Bryant
- Brandon Bryant (* 1985), US-amerikanischer Whistleblower
- Bri Bryant, US-amerikanische Sängerin

### C
- C. Farris Bryant (Cecil Farris Bryant; 1914–2002), US-amerikanischer Politiker
- Chad Bryant (* 1971), US-amerikanischer Historiker
- Charles Bryant (1879–1948), britischer Schauspieler, Regisseur und Drehbuchautor
- Chase Bryant (* 1993), US-amerikanischer Countrysänger
- Chris Bryant (Autor) (1936–2008), britischer Autor
- Chris Bryant (Politiker) (* 1962), britischer Politiker
- Claire Bryant (* 2001), US-amerikanische Leichtathletin
- Clara Bryant (* 1985), US-amerikanische Schauspielerin
- Clora Bryant (1927–2019), US-amerikanische Jazzmusikerin
- Cullen Bryant (1951–2009), US-amerikanischer American-Football-Spieler

### D
- Danny Bryant (* 1980), britischer Blues-Gitarrist und Singer-Songwriter
- David Bryant (Bassist) (1922–2000), US-amerikanischer Jazzmusiker
- David Bryant (Rugbyspieler) (* 1967), walisischer Rugby-Union-Spieler
- David Bryant (Pianist) (* 1983), US-amerikanischer Jazzmusiker
- David Bryant (Gitarrist), kanadischer Rockmusiker
- Dennis Bryant, eigentlicher Name von Kevin Bloody Wilson (* 1947), australischer Sänger und Songwriter
- Desmond Bryant (* 1985), US-amerikanischer American-Football-Spieler
- Dez Bryant (* 1988), US-amerikanischer American-Football-Spieler
- Dezerea Bryant (* 1993), US-amerikanische Leichtathletin
- Dixie Lee Bryant (1862–1949), amerikanische Geologin und Pädagogin
- Douglas Wallace Bryant (1913–1994), US-amerikanischer Bibliothekar

### E
- Ed Bryant (Politiker) (Edward Glenn Bryant; * 1948), amerikanischer Politiker
- Ed E. Bryant (Edward E. Bryant; * 1961), kanadischer Künstler
- Edward Bryant (1945–2017), US-amerikanischer Schriftsteller
- Edwin Bryant (Herausgeber) (1805–1869), US-amerikanischer Herausgeber und Politiker
- Edwin Bryant (Indologe) (* 1957), US-amerikanischer Indologe
- Edwin H. Bryant (1909–1998), US-amerikanischer Filmeditor
- Elbridge Bryant (1939–1975), US-amerikanischer Sänger (Tenor)

### F
- Felice Bryant (1925–2003), US-amerikanische Songwriterin, siehe Felice und Boudleaux Bryant
- Freddie Bryant, US-amerikanischer Jazzmusiker und Hochschullehrer

### G
- Geoff Bryant (* 1961), neuseeländischer Autor und Fotograf
- George Bryant (1878–1938), US-amerikanischer Bogenschütze
- Gralen Bryant Banks, US-amerikanischer Schauspieler
- Gyude Bryant (1949–2014), liberianischer Politiker, Präsident 2003 bis 2006

### H
- Henry Bryant (1820–1867), US-amerikanischer Arzt und Naturforscher

### J
- Jim Bryant (1929–2022), US-amerikanischer Sänger
- Jimmy Bryant (1925–1980), US-amerikanischer Gitarrist
- Joe Bryant (1954–2024), US-amerikanischer Basketballspieler
- John Bryant (Segler) (1930–2023), US-amerikanischer Segler
- John Bryant (Sportschütze) (1930–2010), australischer Sportschütze
- John Bryant (Basketballspieler) (* 1987), US-amerikanischer Basketballspieler
- John Bryant-Meisner (* 1994), schwedischer Automobilrennfahrer
- John Wiley Bryant (* 1947), US-amerikanischer Politiker
- Jonah Bryant (* 2005), englischer Squashspieler
- Joy Bryant (* 1976), US-amerikanische Schauspielerin
- Joy Bryant (Skeletonpilotin), US-amerikanische Skeletonpilotin
- Joyce Bryant (1927–2022), US-amerikanische Sängerin

### K
- Karina Bryant (* 1979), britische Judoka
- Karis Paige Bryant (* 1985), US-amerikanische Schauspielerin
- Kaylee Bryant (* 1997), US-amerikanische Schauspielerin
- Kelci Bryant (* 1989), US-amerikanische Wasserspringerin
- Kevin Bryant (Boxer) (* 1959), US-amerikanischer Boxer
- Kevin Bryant (Basketballspieler) (* 1994), deutscher Basketballspieler
- Kevin L. Bryant (* 1967), US-amerikanischer Politiker
- Kimberly Bryant (* 1967), US-amerikanische Elektroingenieurin
- Kobe Bryant (1978–2020), US-amerikanischer Basketballspieler
- Kris Bryant (* 1992), US-amerikanischer Baseballspieler

### L
- Lee Bryant (Schauspielerin) (* 1945), US-amerikanische Schauspielerin
- Lee Bryant (Dartspieler) (* 1985), englischer Dartspieler
- Louise Bryant (1885–1936), US-amerikanische Journalistin
- Lucas Bryant (* 1978), kanadischer Schauspieler

### M
- Marie Bryant (1919–1978), US-amerikanische Jazz-Sängerin
- Mary Bryant (1765–1794), britische Frau, Sträfling in Australien
- Mark Bryant (Bischof) (* 1949), britischer Geistlicher, Bischof von Jarrow
- Mark Bryant (Fußballspieler), US-amerikanischer Fußballspieler
- Mark Bryant (Basketballspieler) (* 1965), US-amerikanischer Basketballspieler
- Mark Bryant (Rugbyspieler) (* 1981), australischer Rugby-League-Spieler
- Martin Bryant (* 1967), australischer Amokläufer
- Matt Bryant (* 1975), US-amerikanischer American-Football-Spieler
- Melissa Courtney-Bryant (* 1993), walisische Leichtathletin
- Millicent Bryant (1878–1927), die erste Pilotin Australiens
- Miriam Bryant, schwedische Sängerin und Songwriterin

### N
- Nana Bryant (1888–1955), US-amerikanische Schauspielerin
- Nicola Bryant (* 1960), britische Schauspielerin

### P
- Paris Bryant (* 1970), amerikanisch-österreichischer Basketballspieler
- Paul Bryant (1933–2009), US-amerikanischer Jazzmusiker und Schauspieler
- Percy Bryant (1897–1960), US-amerikanischer Bobsportler
- Phil Bryant (* 1954), US-amerikanischer Politiker
- Philip Bryant (* 1974), australischer Schwimmer
- Precious Bryant (1942–2013), US-amerikanische Bluesmusikerin

### R
- Randal Bryant (* 1952), US-amerikanischer Informatiker
- Ray Bryant (1931–2011), US-amerikanischer Jazzpianist
- Robert Bryant (Wasserballspieler) (* 1958), australischer Wasserballspieler
- Robert L. Bryant (* 1953), US-amerikanischer Mathematiker
- Rosalyn Bryant (* 1956), US-amerikanische Leichtathletin
- Roscoe Bryant († 1878), US-amerikanischer Gesetzloser
- Rusty Bryant (1929–1991), US-amerikanischer Saxophonist

### S
- Sara Cone Bryant (1873–1956), amerikanische Dozentin und Schriftstellerin
- Slim Bryant (1908–2010), US-amerikanischer Country-Musiker
- Sofia Bryant (* 1999), amerikanisch-finnische Schauspielerin
- Sophie Bryant (1850–1922), irische Mathematikerin, Pädagogin und Aktivistin
- Steven Bryant (* 1972), US-amerikanischer Komponist

### T
- Thomas Bryant (* 1997), US-amerikanischer Basketballspieler
- Tommy Bryant (1930–1982), US-amerikanischer Jazzbassist

### U
- Ursaline Bryant (* 1947), US-amerikanische Schauspielerin

### V
- Virginia Bryant, US-amerikanische Schauspielerin

### W
- Wallace Bryant (1863–1953), US-amerikanischer Bogenschütze
- Walter E. Bryant (1861–1905), US-amerikanischer Ornithologe und Mammaloge
- Wayne Bryant (Politiker) (* 1947), US-amerikanischer Politiker
- Wayne Bryant (Autor), US-amerikanischer Schriftsteller und LGBT-Aktivist
- Willie Bryant (Fußballspieler) (William Bryant; 1874–1918), englischer Fußballspieler
- Willie Bryant (Musiker) (William Steven Bryant; 1908–1964), US-amerikanischer Jazzsänger und Bandleader
- William Bryant (Sträfling)  (1757–1791), britischer Fischer und Strafgefangener
- William Bryant (Schauspieler) (eigentlich William Robert Klein; 1924–2001), US-amerikanischer Schauspieler
- William Cullen Bryant (1794–1878), US-amerikanischer Schriftsteller und Rechtsanwalt
- Winston Bryant (* 1938), US-amerikanischer Jurist und Politiker